# 自動車エンジン

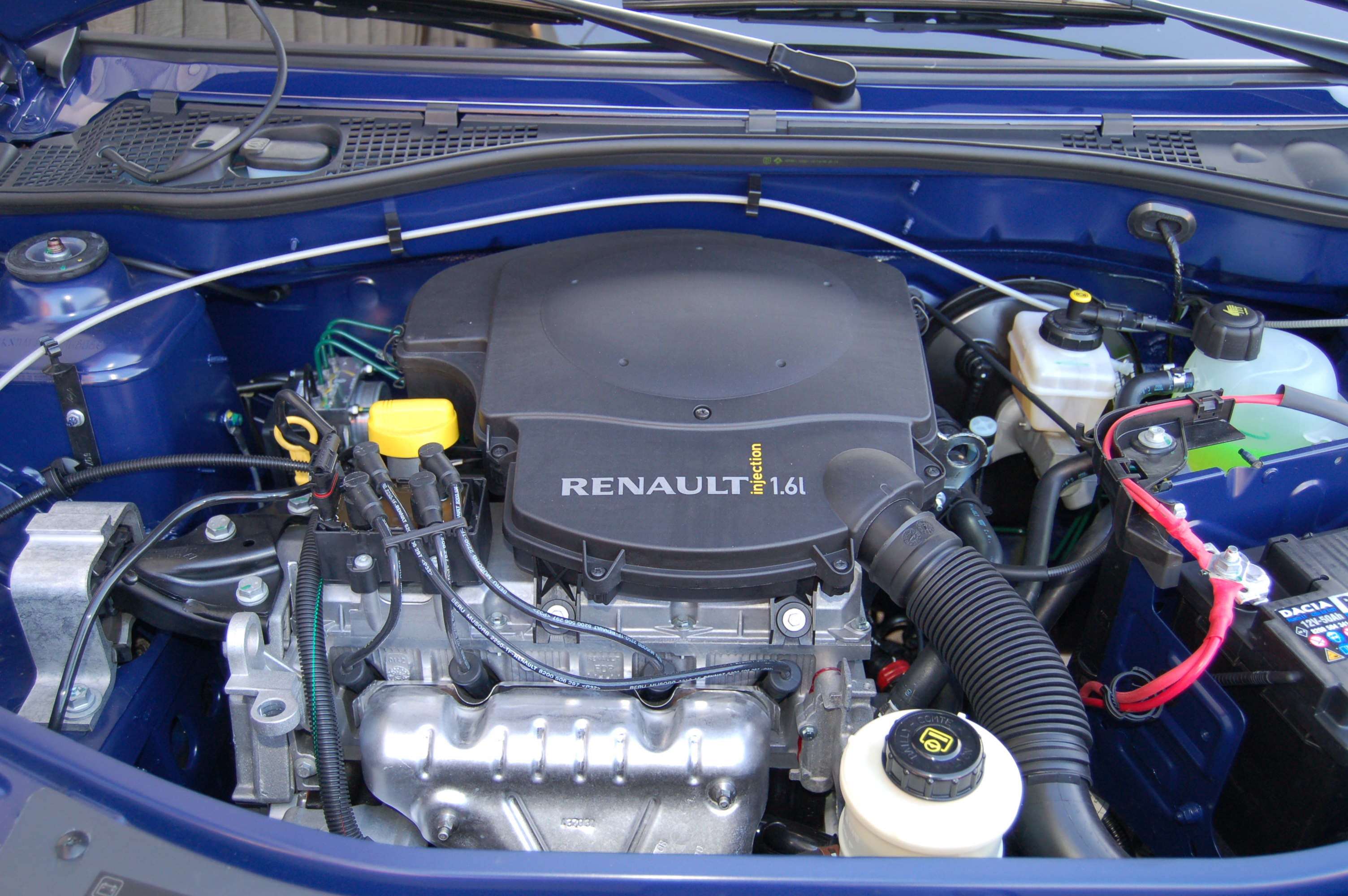
2009年に撮影された1.6リットル（98立方インチ）ガソリンエンジン。このような内燃エンジンは自動車の歴史の中で、ほとんど事例で主要な推進システムであった

自動車用エンジン（じどうしゃよう-、Automotive engine）とは、人類が日常的に利用する自動車の動力源となる機械（原動機）である。現代の、ガソリン、軽油、液化石油ガス、圧縮天然ガス、水素、電気などが利用されている。
例えば一般の車などは、V型六気筒、八気筒、縦型四気筒、六気筒はガソリン、ハイオクを利用し、電気自動車は電気、ハイブリッド車は電気とともにガソリンを利用する。最近は燃費が良いとハイブリッド車の人気が高い。

## エンジンタイプ
・ガソリンエンジン
・ディーゼルエンジン

## 備考
豊田自動織機の公式サイトによると、エンジンは「ガソリン」と「ディーゼル」の2種に分類され、燃焼室は「直噴」（ガソリン直噴エンジン、2ストローク機関、4ストローク機関〈4ストローク機関の解説は燃焼室#ディーゼルエンジンの燃焼室も参照〉）と「渦流室式ディーゼルエンジン」に分類されることが記されている。なお、最高出力や最大トルクは各エンジンによって異なる。また、豊田中央研究所は「渦流室式ディーゼルエンジンの燃焼改善による排気浄化」という題で研究報告（論文）を公表している。